# 大连路 (上海)
大连路是中国上海市虹口区和杨浦区的分界线，也是市中心区东北部的一条交通干道。该路大致为南北走向，南起杨树浦路，北至四平路接大连西路。全长3110米，宽12米到34米。
大连路原名大连湾路，由上海公共租界工部局修筑于1906年。1943年汪精卫政权接收租界时，将其改名为大连路。
大连路沿路原为工厂、住宅混合分布区，1958年设立和平公园。

## 轨道交通
- █ 4号线：杨树浦路 - 大连路
- █ 8号线：四平路
- █ 10号线：四平路
- █ 12号线：大连路

## 交会道路（南向北）
- 杨树浦路
- 平凉路
- 榆林路
- 惠民路
- 霍山路
- 长阳路
- 昆明路
- 唐山路
- 东余杭路
- 周家嘴路
- 飞虹路
- 三河路
- 辽源西路、新港路
- 控江路
- 阜新路
- 四平路